# Yoshi Touch & Go
Yoshi Touch & Go – komputerowa gra platformowa stworzona przez firmę Nintendo na przenośną konsolę Nintendo DS.
Bohaterami gry są Yoshi oraz Baby Mario. Kontrolowanie postaci wymaga używania ekranu dotykowego będącym integralną częścią konsoli. 
W Japonii sprzedano 197 337 kopii gry (stan na 2006).